# Riksrevisionsverket
Riksrevisionsverket (RRV) var en  svensk statlig central förvaltningsmyndighet för revision och redovisning inom statsverksamheten. Revision bedrevs dels som förvaltningsrevision, dels som redovisningsrevision. Revisionen av den svenska statsverksamheten sköttes fram till den 1 juli 2003 av både Riksrevisionsverket under regeringen och av Riksdagens revisorer under riksdagen. Därefter övertogs verksamhetsområdet av nybildade Riksrevisionen. 

## Historik
Den första anses vara Undervisningen om rikets ränta 1530–33. Gustav Vasa inrättade Räntekammaren, vilken utvecklades till Kammarkollegium 1539 under ledning av Kammarmästaren, från1600-talet benämnd Riksskattmästaren. Johan III inrättade den årliga Rikshufvudboken, en sammanställning över rikets finanser. År 1680 avskaffade Karl XI riksskattmästarämbetet och inrättade i stället Statskontoret, som fick det centrala ansvaret för riksräkenskaperna – eller riksstaten. År 1920 inrättades Riksräkenskapsverket, som övertog detta ansvar från Statskontoret.
Riksrevisionsverket bildades 1961 genom en sammanslagning av Riksräkenskapsverket och Statens sakrevision.

### Sammanslagning med Riksdagens revisorer
Riksdagen beslöt den 15 december 2000 om sammanslagning av Riksrevisionsverket och Riksdagens revisorer. Regeringen lämnade i maj 2001 ett uppdrag till landshövdingen Lars Eric Ericsson att utreda de organisatoriska frågorna kring bildandet av den nya revisionsmyndigheten.
Reformen föregicks av flera utredningar under senare delen av 1990-talet, till exempel den för regeringen, Stabsmyndighetsöversynen, som gjordes av generaldirektören Ulf Larsson, och som förespråkade att revisionsapparaten även fortsättningsvis skulle ligga under regeringen. Riksdagens revisionsutredning, som framlade sitt förslag om resursfördelning mellan de två statliga revisionsmyndigheterna ungefär samtidigt, föreslog i sitt betänkande två huvudalternativ: antingen att överföra vissa resurser från Riksrevisionsverket till Riksdagens revisorer, eller att i huvudsak föra över hela effektivitetsrevisionen till Riksdagens revisorer. Den löpande årliga revisionen förutsågs kvarligga på Riksrevisionsverket i båda alternativen.
Riksrevisionsverkets sista generaldirektör var Inga-Britt Ahlenius. Hon argumenterade för att hela den statliga revisionen skulle ligga under riksdagen.
Riksrevisionen bildades 1 juli 2003.

## Generaldirektörer

### Riksräkenskapsverket
- 1920–1926: Christian Tenow
- 1926–1945: Erik Stridsberg
- 1946–1948: Per Simon Runemark
- 1948–1956 Bernt Nevrell [6]
- 1956–1961 Gösta Renlund [7]

### Riksrevisionsverket
- 1961–1965 Gösta Renlund [8]
- 1965–1973 Lars Lindmark [9]
- 1974–1986: Rune Berggren
- 1986–1993: Ingemar Mundebo
- 1993–2003: Inga-Britt Ahlenius